# Ilih

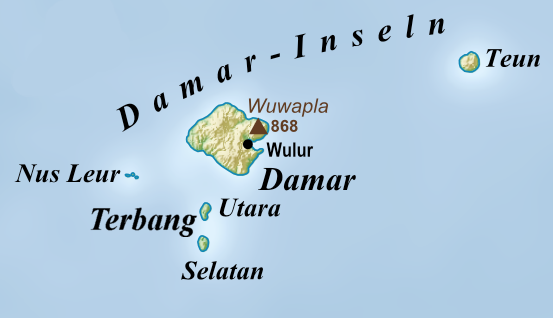
Die Damar-Inseln

Ilih ist ein Desa (landessprachlich für ‚Dorf‘) auf der indonesischen Insel Damar. Ilih liegt im Nordosten der Insel, südwestlich des aktiven Vulkans Wurlali (868 m).
Das Desa hat 541 Einwohner (2010). Die Menschen sprechen als Muttersprache die austronesische Sprache Ost-Damar (Damar-Wulur). Wie die gesamte Insel gehört Ilih zum Kecamatan (Subdistrikt) Damar, Kabupaten (Regierungsbezirk) Südwestmolukken (Maluku Barat Daya), Provinz Maluku.